# プラーグの大学生 (1913年の映画)
『プラーグの大学生』（プラーグのだいがくせい、ドイツ語: Der Student von Prag）は、1913年に公開されたドイツのサイレント・ホラー映画。エドガー・アラン・ポーの短編小説『ウィリアム・ウィルソン』、アルフレッド・ド・ミュッセの詩『十二月の夜』、それにファウスト伝説をベースにしている。パウル・ヴェゲナーのデビュー作。1926年、1935年、2004年にリメイクされた。

## あらすじ
1820年、プラハ。バルドゥインは剣の達人として名高い大学生。ある日、溺れかけたマルギット女伯爵を助け、彼女に恋をする。しかし身分が違いすぎる。バルドゥインは貧乏だった。スカピネリが金の援助を申し出る。条件は鏡に写ったバルドゥインの分身。バルドウィンは同意する。しかし、以後、バルドゥインの近辺に現れる分身に悩まされ続ける。ラスト、バルドゥインは分身を銃で撃ち殺すが、それはバルドゥイン本人に死をもたらした。

## キャスト
- バルドゥイン：パウル・ヴェゲナー（英語版）
- スカピネリ：ヨーン・ゴットウット（英語版）
- マルギット女伯爵：グレーテ・ベルガー（英語版）
- リュードゥシュカ：リディア・サルモノワ

## 制作
プラハ近辺とバーベルスベルク・スタジオで撮影された。セット設計は美術監督のロベルト・A・ディートリヒ。

## 文化的意義
『プラーグの大学生』はドイツ最初の芸術映画と言われ、映画を低級な見世物から芸術へと格上げするのに大きく貢献した。また、批評的にも興行的にも成功した。崩壊へと向かうドイツ帝国の「疎外と分離」を利用したことで多くの観客を集めた 。
主演のパウル・ヴェゲナーは、従来の演劇の限界を映画なら超えられると思い、以後、積極的に映画製作に乗り出す。撮影監督のグイド・シーベルは、二重露光により本物と分身を同一画面で描く画期的な映画トリックを実現した。脚本のハンス・ハインツ・エーヴェルスは幻想怪奇作家で本作以降も脚本を書き続けた。
この映画は当時まだ生まれたばかりだった精神分析学への興味をも高めた。1914年、ジークムント・フロイトが創刊した雑誌『イマーゴ』にオットー・ランクが寄せた記事『Der Doppelgänger』には、この映画の中の、バルドゥインが女伯爵を誘惑しようとすると分身が現れて邪魔することが説明されている。
この映画の主題は第1次世界大戦後の社会の変化と不安など、ヴァイマル共和政時代の映画に多大な影響を与えた。表現主義もそうしたアーティストや作家の悩める精神が生み出したものである。キアロスクーロ（光と影の強烈なコントラスト）はこの映画ですでに確立され、以後、『カリガリ博士』などに受け継がれ発展する。

## レガシー
ドロシー・L・セイヤーズの短編探偵小説『鏡の映像』にはこの映画のことが言及されている。

## 関連
- プラーグの大学生 (1926年の映画)
- プラーグの大学生 (1935年の映画)